# Ölseruds kyrka

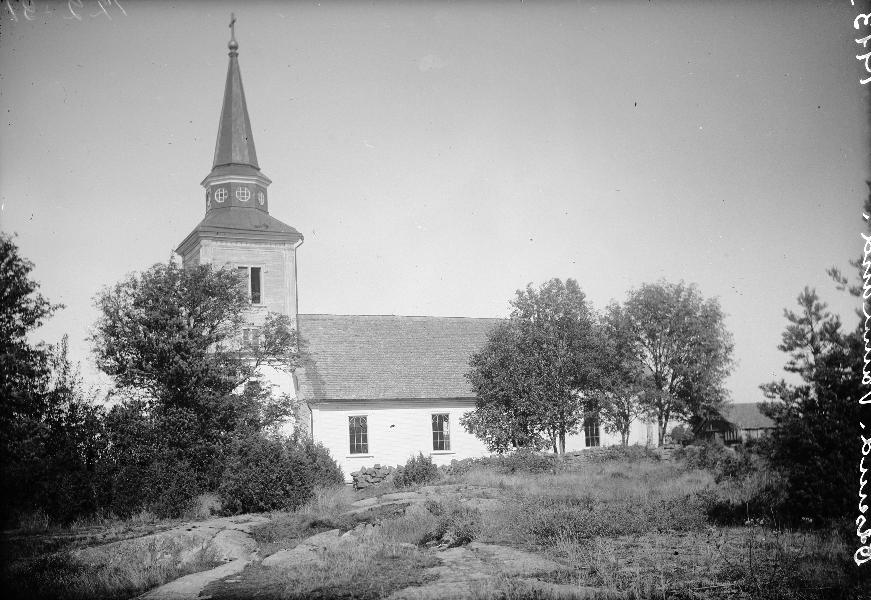

Ölseruds kyrka är en kyrkobyggnad som tillhör Södra Värmlandsnäs församling i Karlstads stift. Kyrkan ligger i Ölseruds socken i mellersta delen av Värmlandsnäs omkring en och en halv mil sydost om Säffle. Omgivande rektangulära kyrkogård är omgärdad av en stenmur. Kyrkogården har sin huvudsakliga utsträckning väster och söder om kyrkan. På kyrkogårdens sydöstra sida finns ett bårhus. En uthusbyggnad ligger i anslutning direkt söder om kyrkogården.

## Kyrkobyggnaden
Kyrkan som uppfördes på 1660-talet har en stomme av liggtimmer och består av ett rektangulärt långhus med smalare tresidigt kor i öster och kyrktorn i väster. Öster om koret finns en vidbyggd sakristia. Långhuset täcks av ett valmat sadeltak som är belagt med skiffer. Torntaket har en åttakantig kopparklädd tornhuv och kröns med en kopparklädd tornspira. Ytterväggarna är klädda med vitmålad liggande spontad panel och genombryts av rektangulära spröjsade fönster. Huvudingången ligger i väster och går via tornets bottenvåning. Ännu en ingång finns vid ett förrum vid sakristian. Kyrkorummet har panelklädda väggar med lisener och ett paneltäckt tredingstak. Golvet av trä är möblerat med öppna bänkar. Korgolvet ligger ett trappsteg högre än övriga kyrkorummet.

### Tillkomst och ombyggnader
Två tidigare kyrkor har funnits i Ölserud. Tre kilometer nordost om nuvarande kyrkplats fanns på 1640-talet en ruin av en medeltida stenkyrka. Medeltidskyrkan ersattes på 1600-talet av en träkyrka strax intill medeltidskyrkan. Enligt traditionen brann träkyrkan ned efter ett åsknedslag. Nuvarande kyrka uppfördes åren 1663-1668 på bekostnad av amiral Clas Uggla som bodde på närbelägna herrgården Averstad. Kyrkorummet målades 1669 av Lars Carlsson Märling. Från början hade kyrkobyggnaden spånklätt tak och 1704 kläddes den in med spån. 1714 omnämns en klockstapel som var i dåligt skick och som hade en kyrkklocka från 1500-talet. Ännu en kyrkklocka köptes in 1774. En omfattande reparation inleddes 1762 och avslutades 1769. Kyrkan förlängdes då åt väster med ett vapenhus och kyrkorummet försågs med takmålningar av Hans Georg Schüffner. Samtidigt utvidgades läktaren och fick en rak bröstning. På 1850-talet byttes takbeläggningen ut från spån till skiffer. En stor ombyggnad genomfördes 1881 då vapenhuset inlemmades i kyrkorummet. Nuvarande kyrktorn uppfördes och ytterväggarna kläddes med liggande panel. Gamla sakristian i norr revs och en ny sakristia inreddes i koret och avskiljdes från kyrkorummet med ett skrank. Innertaket med Schüffers målningar togs bort och ersattes med nuvarande tredingstak. En restaurering genomfördes 1953 under ledning av arkitekt Erik Fant. Skranket till sakristian avlägsnades då och ersattes med en vägg längre ut i kyrkorummet. Kyrkorummets väggar kläddes med slätpanel som ersatte pärlspontpanel från 1881. Elektrisk värme, belysning och elektrisk klockringning installerades.

## Inventarier
- Nuvarande altartavla som tillkom vid restaureringen är målad av Olle Hjortzberg och har motivet Emmausvandrarna (Lukasevangeliet 24:13-35).
- Predikstolen med åttakantig korg är i senklassisk stil. Ljudtak saknas.
- Dopfunten i trä från 1959 är marmorerad och klöverformad och liknar en piedestal.

### Orgel
- Den första orgeln tillkom 1863.
- 1882 byggde Anders Gustaf Pettersson, Älvsbacka en orgel. Den förvaras i kyrkans torn.
- 1966/1965 byggdes en mekanisk orgel av Tostareds Kyrkorgelfabrik, Tostared. Fasaden är från 1966.

| Huvudverk I    | Svällverk II      | Pedal         | Koppel |
| Rörflöjt 8´    | Gedakt 8´         | Subbas 16´    | I/P    |
| Principal 4´   | Rörflöjt 4´       | Gedakt 8´     | II/P   |
| Gedaktflöjt 4´ | Principal 2´      | Kvintadena 4´ | II/I   |
| Gemshorn 2'    | Kvinta 1 1/3'     |               |        |
| Mixtur 3 chor  | Crescendosvällare |               |        |

### Webbkällor
- Kyrkor i Karlstads stift Del II, Utgiven av Värmlands Museum och Karlstads stift, 2008, ISBN 91-85224-72-3
- Länsstyrelsen Värmland
- byggnadspresentation
- anläggningspresentation